# Daniel Zueras
Daniel Zueras Herreros, né le 13 novembre 1980 à Saragosse, est un chanteur espagnol de pop et dance.
Sa musique est un mélange de pop/dance et R&B, avec des influences de la musique électronique des années 1980. En 2006, il participe au concours musical Operación Triunfo diffusé sur Telecinco, décrochant la deuxième position, derrière Lorena Gómez.

## Biographie
Né le 13 novembre 1980 à Saragosse, Daniel Zueras est le fils d'un agent commercial et d'une cuisinière. Il étudie le solfège et le piano et a toujours voulu être chanteur, tout comme son idole Mariah Carey. En 2006, alors qu'il travaille comme serveur, l'occasion va se présenter à l'occasion d'un concours musical télévisé.

### Operacion Triunfo
En 2006, Daniel se présente à Barcelone au casting d'Operación Triunfo qui doit être diffusée sur Telecinco. Il est sélectionné et se retrouve parmi les 20 finalistes de l'émission animée par Jesús Vázquez.
Depuis le début du concours, Daniel est remarqué par sa voix douce avec laquelle il interprète notamment des chansons pop et mélodiques comme Otra vez de Coti avec Paulina Rubio, Unchained Melody des Righteous Brothers, Last Christmas de George Michael, Blue Velvet de Bobby Vinton, ou Me & Mrs Jones de Billy Paul.
À l'issue de la finale du 26 janvier 2007, Daniel atteint la deuxième place du concours, devant Leo et juste derrière Lorena Gómez qui remporte la victoire.

### Siempre sale el sol
Après avoir passé plusieurs mois entre Rome et Madrid à préparer son premier album, en même temps qu'il donnait des concerts du tour d''Operación Triunfo, il sort le 23 avril 2007 son premier album original, Siempre sale el sol. Il contient des chansons pop, dance et R&B.
Le premier single de l'album, No quiero enamorarme, sorti le 16 avril, est illustré par un vidéoclip qui a beaucoup de répercussion parmi le public, surtout à cause de scènes à caractère sexuel, montrant un trio entre Daniel, une fille et un garçon). D'après l'artiste, ce clip avait pour fonction d'en finir avec l'image de garçon innocent que son parcours au concours télévisé avait créée. Sur YouTube, ce vidéoclip a eu plus de 628 080 visites en sept mois, et a soulevé beaucoup de commentaires, la plupart positifs.
Durant les cinq premiers mois, il se vend 25 000 copies de Siempre Sale El Sol, qui se place en 31e position de la liste des ventes espagnoles.
Daniel Zueras reçoit le prix de l'« Artiste révélation de l'année 2007 », remis par le groupe Vocento, pour son parcours musical.
En 2011, il présente son nouvel Wangolo et en 2013 Océanos de tiempo, dans lequel il adopte un style plus electro.

## Discographie

### Albums
- 2006 : Lo mejor de Daniel y OT
- 2007 : Siempre Sale El Sol
- 2011 : Wangolo
- 2013 : Océanos de tiempo

### Singles
- 2007 : No Quiero Enamorarme